# Сосновые леса Канарских островов

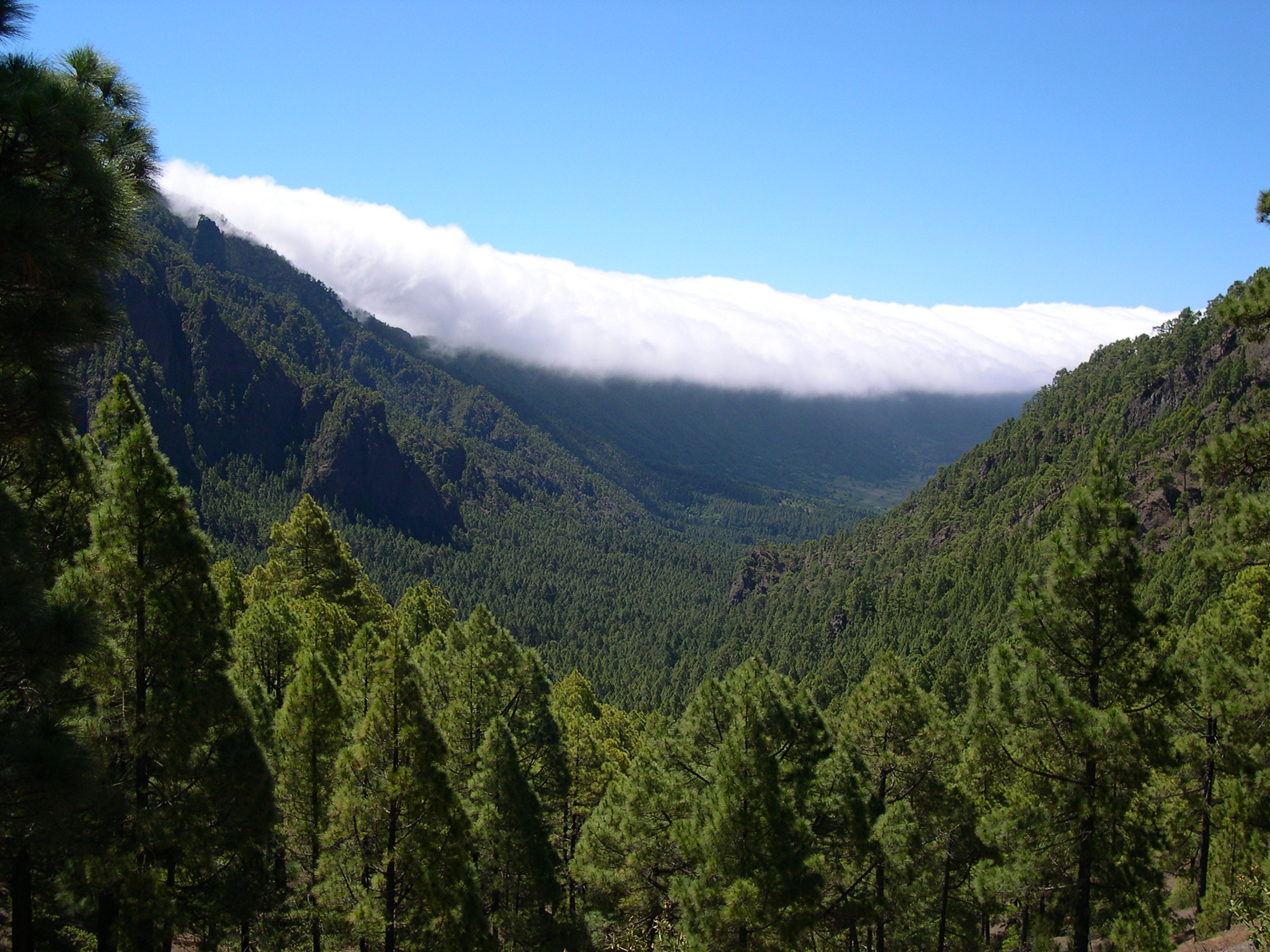
Сосновые леса в кальдере вулкана Табуриенте на острове Пальма

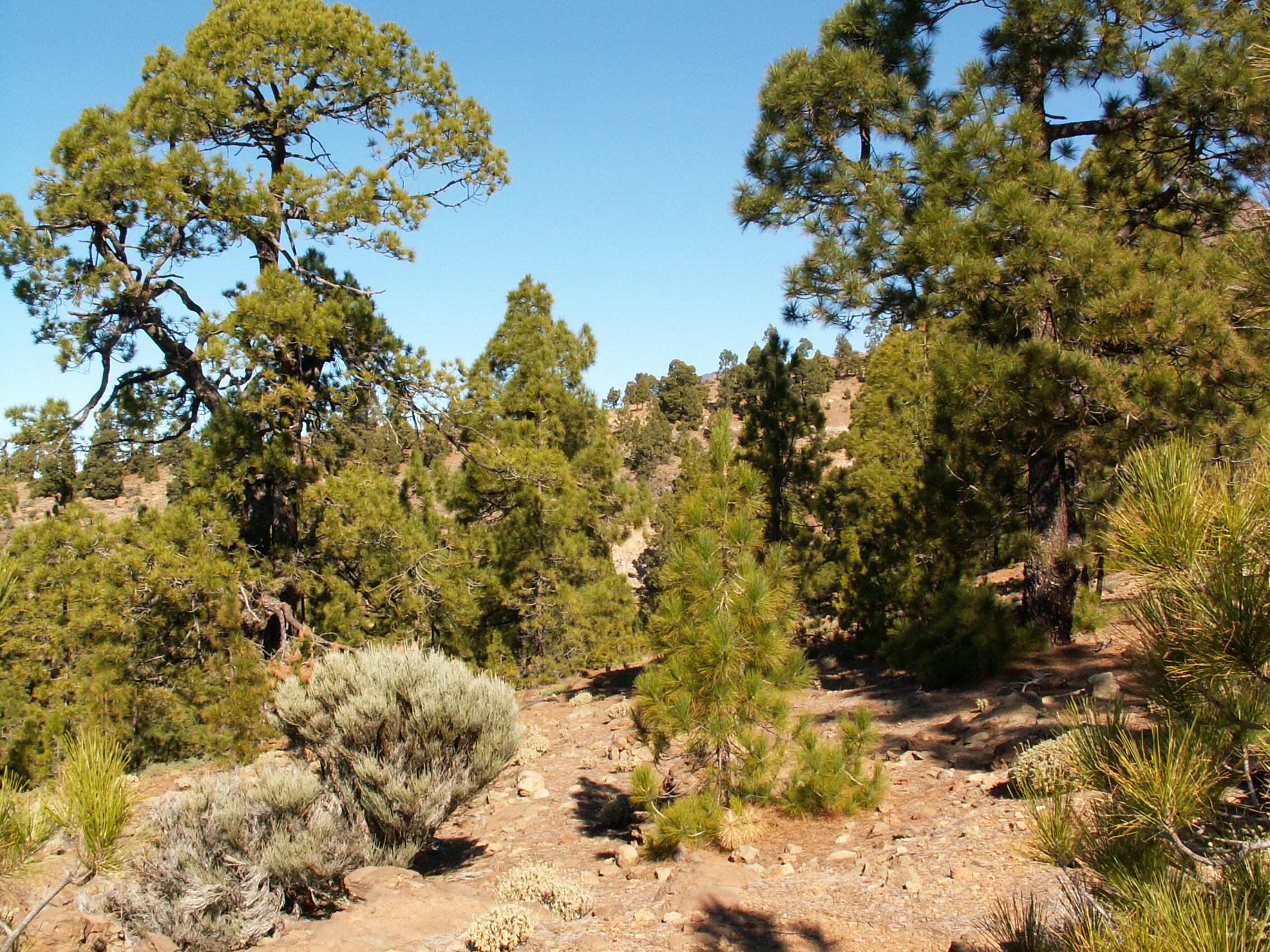
Сосновый лес на верхнем высотном пределе (южный склон вулкана Тейде на острове Тенерифе)

Сосновые леса Канарских островов из эндемичной сосны канарской (Pinus canariensis) формируют пояс хвойных лесов на западных и центральных Канарских островах, располагающийся на высотах 1200—2000 м над уровнем моря с подветренной стороны (преимущественно южные сектора островов Тенерифе, Пальма, Иерро и Гран-Канария).
Как правило, это открытые редколесья с небольшим числом трав и кустарников в нижнем ярусе. Часто большие площади канарских сосновых лесов вообще лишены травяного или кустарникового яруса из-за накопления толстой хвойной подстилки. Наиболее обычными кустарниками являются Adenocarpus foliolosus, ракитник прорастающий (Chamaecytisus proliferus), ладанник окопниколистный (Cistus symphytifolius), волчеягодник книдийский (Daphne gnidium) и несколько видов микромерии (Micromeria). Из трав чаще других встречаются виды лядвенца (Lotus) и горошка (Vicia), а также асфоделус мелкоплодный (Asphodelus microcarpus).
В начале 1950-х годов на западных и центральных Канарских островах сосна канарская и ряд других хвойных широко внедрялись в культуру в рамках программы по воссозданию лесов. Сосновые леса на Канарах имеют колоссальное водоохранное значение (длинная хвоя прекрасно конденсирует влагу из тумана) и играют важную экономическую роль как основной источник древесины.

## Галерея: растения канарских сосновых лесов

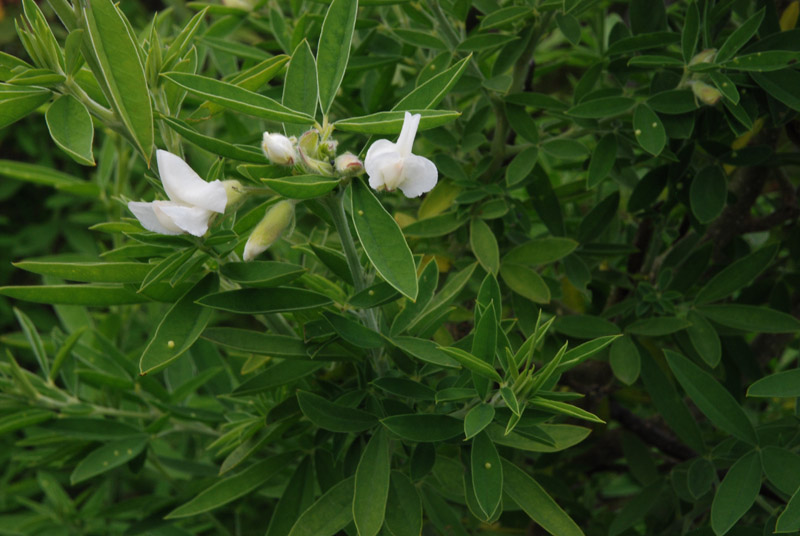
Ракитник прорастающий (Chamaecytisus proliferus)
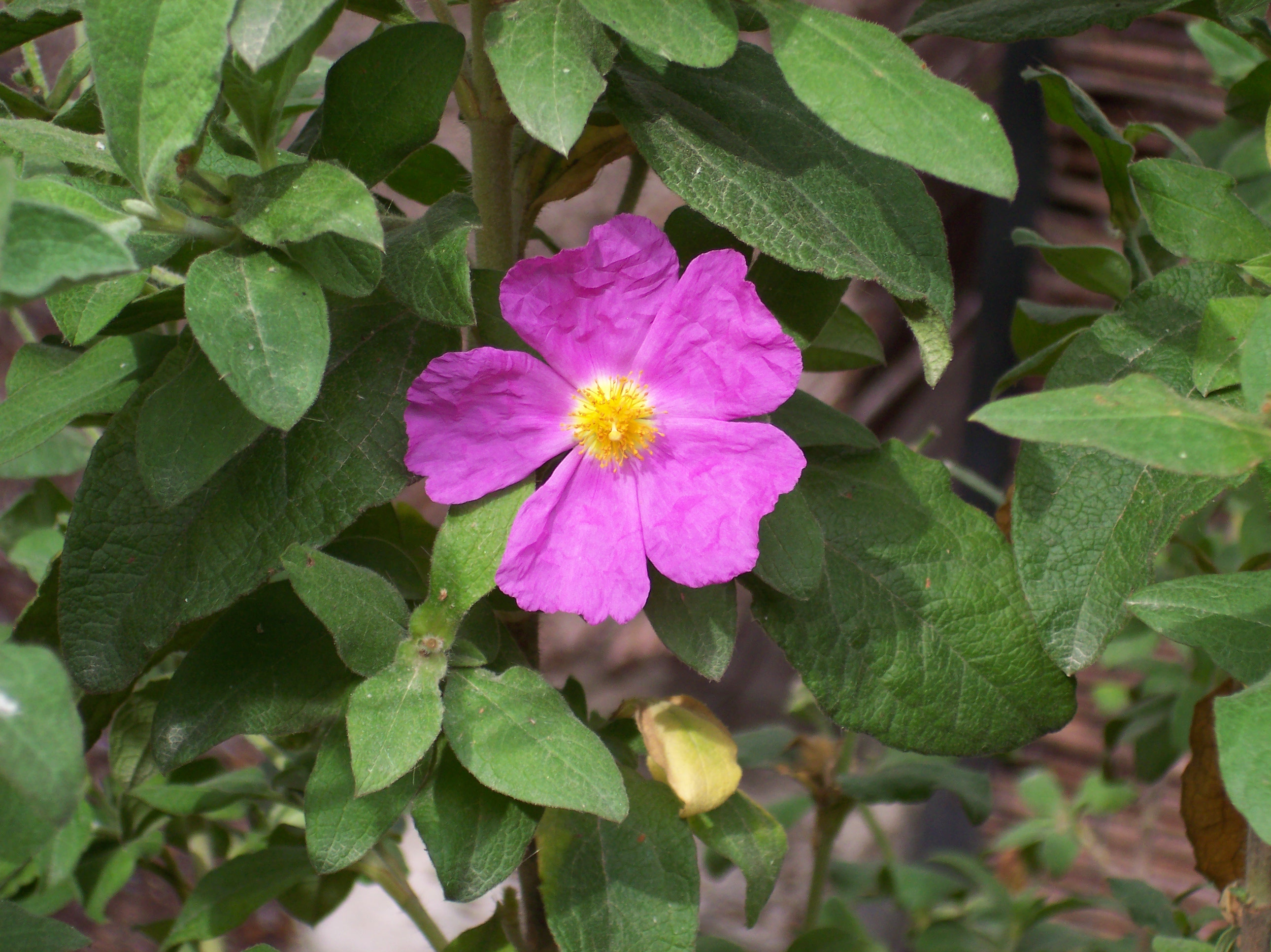
Ладанник окопниколистный (Cistus symphythifolius)
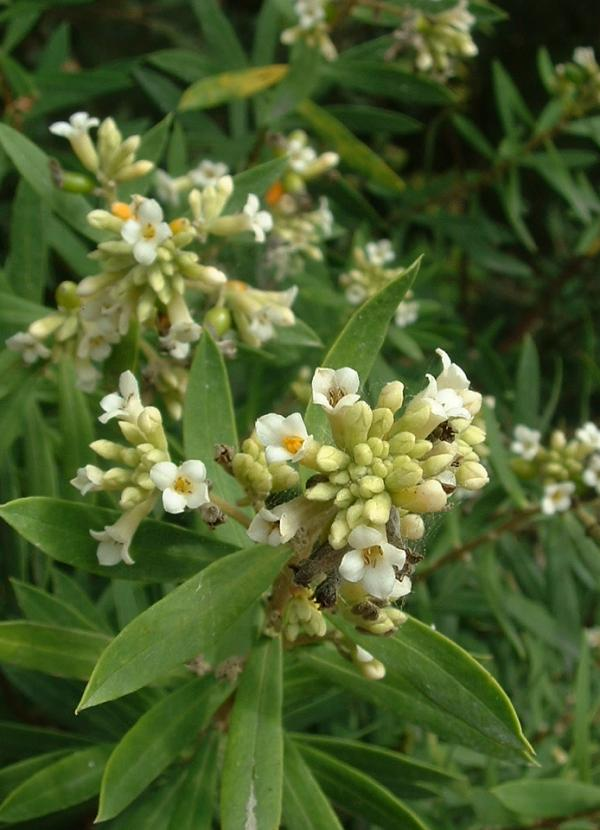
Волчеягодник книдийский (Daphne gnidium)